# Amy Hill
Amy Marie Hill (9 de mayo de 1953) es una actriz y humorista estadounidense. Además, tiene una hija llamada Penelope Hill con la que realiza numerosas actuaciones por los Estados Unidos.

## Primeros años
Hill nació en Deadwood, Dakota del Sur, siendo descendiente de una japonesa y un finlandés. Siendo muy joven, fue aclamada como actriz por su trabajo en el Asian American Theater Company en San Francisco, California. También fue reconocida por dicha zona por haber interpretado performance.

## Filmografía
- 2015: Una pizca de magia como Mama P
- 2014: Jessie como Keahi
- 2013: Iluminada como Judy Harvey
- 2013: The Office
- 2013: Mom como Beverly
- 2011: Hope como Jueza
- 2011: State of Georgia como Li
- 2010: Padre Made in USA como Mama
- 2010: The Mentalist como Viola Hearn
- 2009: Two and a Half Men como la Sra. Wiggins
- 2009: Numb3rs como Mánager
- 2009: Castle como Alma
- 2009: Glee como Dra. Chin
- 2009: Todo incluido como terapeuta #4
- 2008: Medium como recepcionista
- 2007: Boston Legal como Dra. Kathleen Rosewell
- 2005: Mujeres desesperadas como Mme Pate
- 2005: The Closer como Franny
- 2004: A dos metros bajo tierra como Madame Mana Lisa
- 2004: 50 First Dates como Sue
- 2004: Herbie: A toda marcha como Doctora
- 2003: El gato ensombrerado viaja por todos lados como Mrs. Kwan
- 2002: Big Fat Liar como Jocelyn Davis
- 2001: El show de Larry David como la vidente
- 2001:Max Keeble's Big Move como Mrs. Phyllis Rangoon
- 2001: Lilo & Stitch como Mrs. Hasagawa
- 2000: Friends como mujer

- Datos: Q2469967
- Multimedia: Amy Hill / Q2469967